# 威廉·希拉维
威廉·希拉维（1962年11月26日—），斯洛伐克男子足球运动员，司职前锋。他曾代表捷克斯洛伐克国家队参加1990年国际足联世界杯，结果队伍止步八强。